# Presqu'île (Grenoble)
Pour les articles homonymes, voir GIANT.

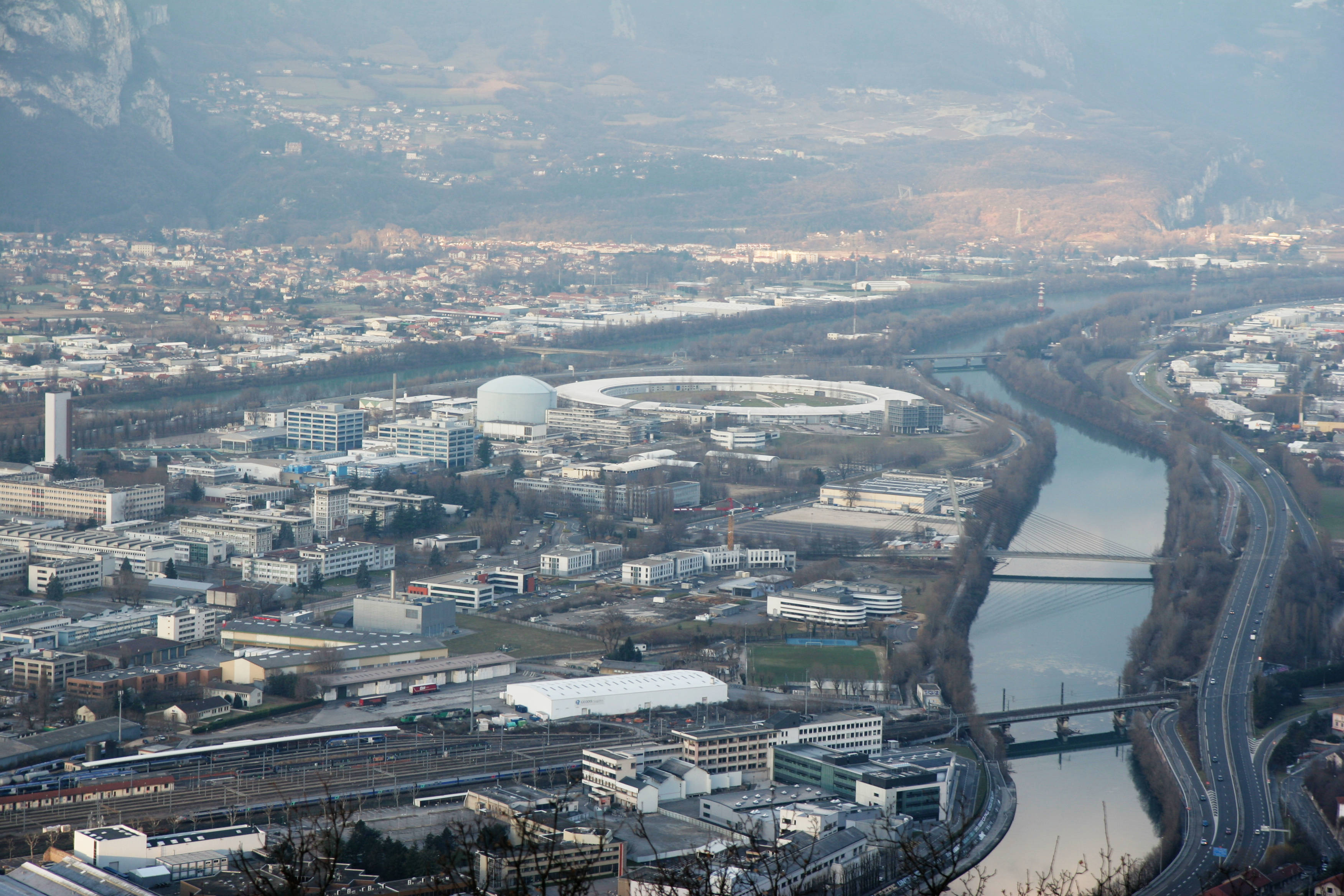
Le Polygone Scientifique, avec notamment l'ESRF et l'ILL

La Presqu'île de Grenoble, également dénommée polygone scientifique selon un usage plus ancien, est un quartier de Grenoble d'une superficie de 250 hectares situé le plus au nord de la ville, caractérisé par la présence de nombreux centres de recherche scientifique.
Ce quartier fait l'objet depuis 2011 d'un remodelage urbain de grande envergure portant le nom de Grenoble Presqu'île et visant à en faire un quartier ordinaire, mais aussi le second campus de Grenoble appelé GIANT (Grenoble Innovation for Advanced New Technologies), en complément du domaine universitaire.

## Historique

### Premiers aménagements

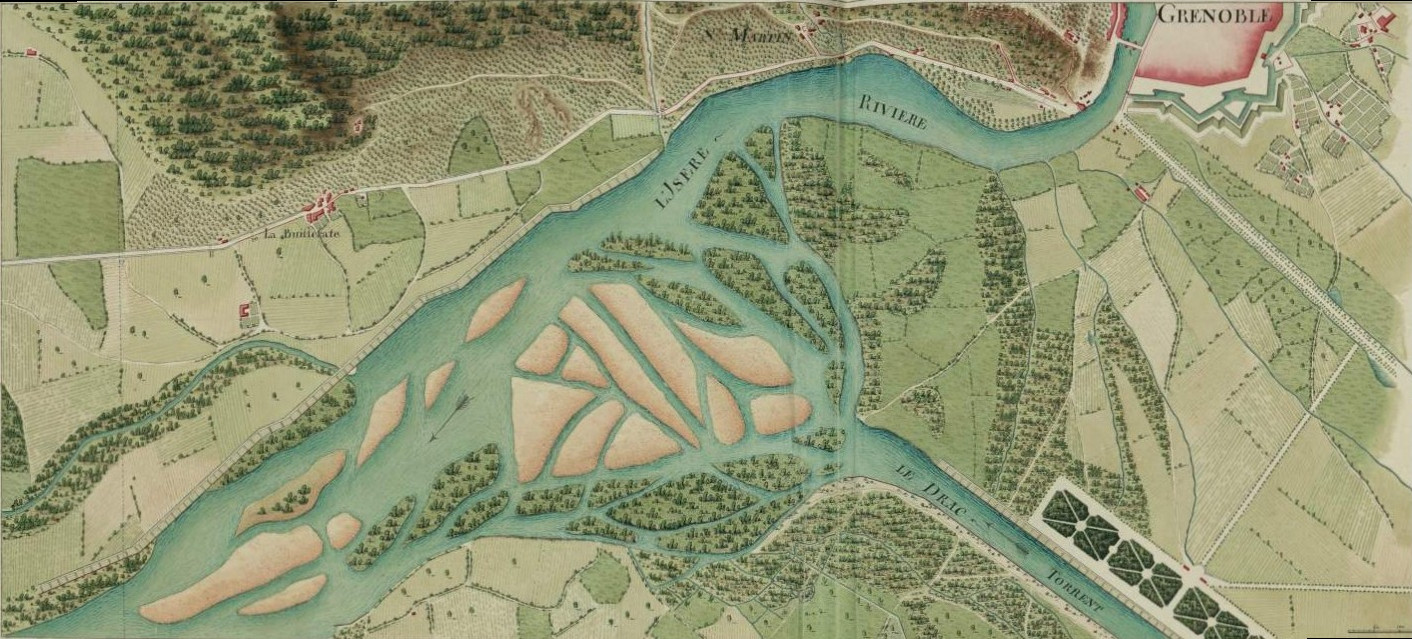
Carte du polygone en 1745.

Historiquement la zone a été aménagée à partir de 1771, date à laquelle démarrent les travaux de création d'un nouveau confluent en angle aigu entre l'Isère et le Drac. Achevés en 1782 ces travaux viennent ainsi compléter la canalisation rectiligne du Drac débutée en 1675. La zone alors éloignée de la ville devient un polygone d'artillerie pour l'armée servant d'entrepôt de munitions, d'où son nom actuel. Cette activité militaire restera effective jusqu'au milieu du XXe siècle.

### Installation de l'usine à Gaz
En 1852, une usine à gaz s'installe à l'entrée de cette zone et alimente notamment l'éclairage public de la ville. Desservie par la rue du polygone (actuelle Rue Pierre-Semard), l'usine, située de part et d'autre de l'axe de cette rue, le long du canal Fontenay qui devient à la fin des années 1950 la rue Félix-Esclangon, reste en place jusqu'au milieu du XXe siècle. À partir de 1857, la zone fait l'objet d'âpres débats afin de déterminer le tracé de la première ligne de chemin de fer parvenant à Grenoble et l'emplacement précis de la gare. L'année suivante, le polygone, appartenant encore aux territoires de Saint-Martin-le-Vinoux et de Fontaine, est franchi par cette ligne de chemin de fer grâce à un pont ferroviaire sur l'Isère.

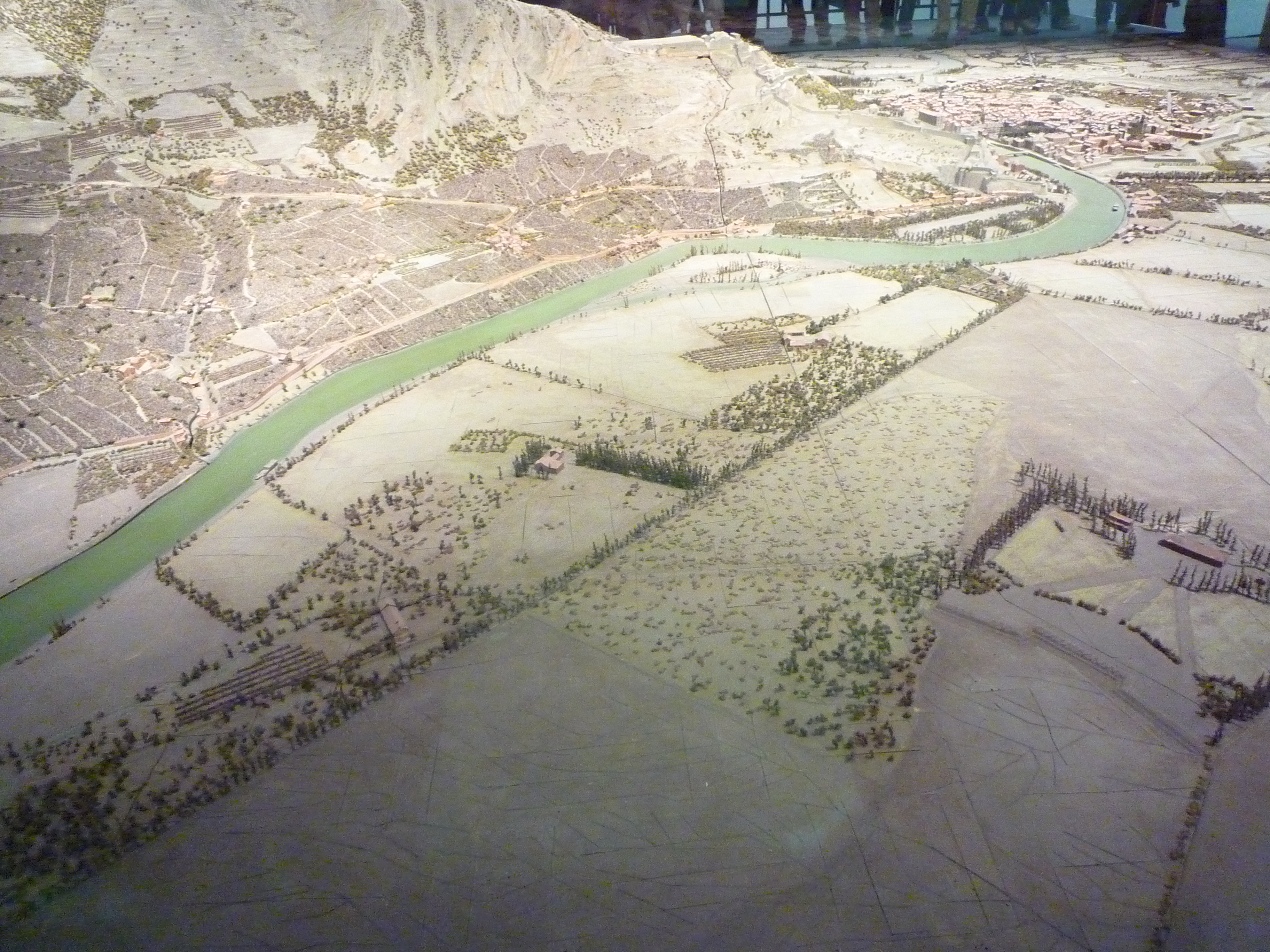
Site du polygone d'artillerie en 1848 sur le plan-relief de Grenoble.

L'année 1858 voit le passage de relais entre deux maires à Grenoble, Louis Crozet, qui depuis 1853 a assuré l'arrivée du chemin de fer et la construction de la gare de Grenoble, et Eugène Gaillard, qui parvient deux ans plus tard à faire adopter l'annexion des territoires de la rive droite du Drac lors du conseil municipal du 30 mai 1860, englobant ainsi tout le polygone comme territoire de Grenoble. La loi approuvant cette annexion sera votée le 6 juillet 1862.
En 1880, une enceinte de sécurité nord est construite à l'instar de l'enceinte sud et isole un peu plus ce polygone du reste de la ville. À peu de chose près, cette enceinte longe l'actuelle rue Félix-Esclangon et se prolonge au-delà de la voie ferrée afin d'englober le projet de construction des nouveaux abattoirs de la ville qui ouvrirent leurs portes en 1884.

### Explosion de 1918

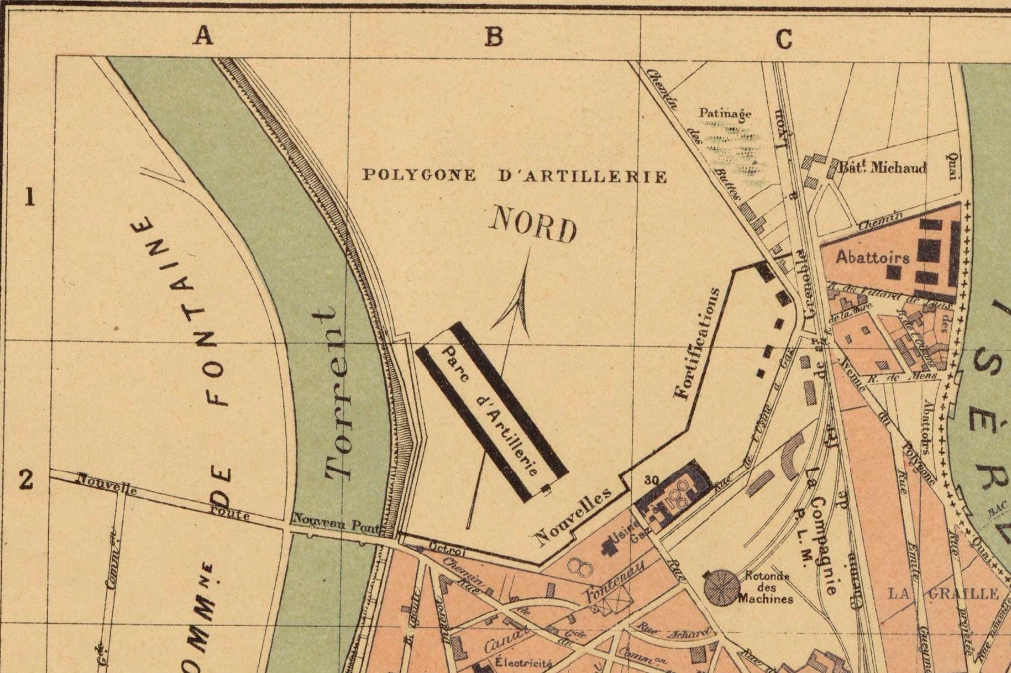
Zoom d'un plan de 1894.

Au début du XXe siècle, un terrain d'aviation est aménagé sur lequel se déroule le 16 mai 1912 une fête de l'aviation. Vers la fin de la Première Guerre mondiale, le 29 juin 1918, une violente explosion retentit sur le polygone d'artillerie à 15 heures. Cette explosion, provoquée accidentellement dans un stock de munitions de guerre, est suivie d'autres jusqu'à 1 heure du matin, le feu s'étant propagé de proche en proche par l'herbe enflammée. Provoquant des dégâts considérables dans la ville, tuiles projetées, vitrines brisées, cloisons enfoncées, usine à gaz endommagée, on ne déplore cependant qu'un seul mort. Une bonne partie de la population juge plus prudent de s'enfuir de la ville de peur d'une explosion massive et quitte la ville en direction du sud. Le lendemain, le quotidien La république du Sud-est informe la population que la fourniture du gaz est interrompue jusqu'à nouvel avis et demande à ses lecteurs de bien vouloir les excuser de la brièveté du journal fabriqué dans le vacarme des explosions et les bris de vitres. Il remercie également ses employés d'être restés à leur poste de travail dans de telles conditions.
Un plan de Grenoble de 1902 mentionne une zone de patinage en hiver, mais située en extrême bordure de ce plan car aucun habitant ne vit sur la zone, et il faut attendre le début des années 1930 pour voir la construction de la cité des abattoirs qui prend le nom de Jean Macé.
Quelques immeubles liés au chemin de fer étaient présents sur cette zone immense, ainsi qu'un hangar à tramways, mais, en 1920, deux industriels installent leur usine sur le terrain compris entre la voie ferrée et l'Isère. Avec moins de cinquante salariés, l'usine d'appareillage électrique Merlin & Gerin ouvre la voie à l'industrialisation du site. En 1925, les plans touristiques de Grenoble tirés à l'occasion de l'exposition internationale de la houille blanche se servent encore de la zone du polygone d'artillerie pour y placer la légende de la carte. Après une modernisation de l'usine à gaz en 1912, une nouvelle usine à gaz modernisée est inaugurée le 6 juillet 1931 par le maire Paul Mistral. Avec le déclenchement de la Seconde Guerre mondiale, quelques scientifiques français viennent se réfugier à Grenoble, encore en zone libre. Parmi ceux-ci, Louis Néel, Noël Felici et Louis Weil, rejoints en 1943 par Félix Bertaut, trouvent alors à l'institut Fourier et à l'institut d'électrotechnique un espace de travail favorable.

### Explosion de 1943
Au cours de la Seconde Guerre mondiale, durant la nuit du 13 au 14 novembre 1943, alors que Grenoble est occupée depuis deux mois par les troupes allemandes, la résistance grenobloise fait sauter le dépôt de munitions du polygone d'artillerie. 150 tonnes de munitions et 1 000 tonnes de matériel partent en fumée, privant ainsi l'occupant Allemand de précieuses ressources en explosif. La déflagration est entendue à plus de cinquante kilomètres. Cet exploit est l'œuvre de l'adjudant-chef Aimé Requet, adjoint du commandant Louis Nal. L'adjudant Requet procède seul l'installation du détonateur et de sa mise à feu. L'opération avait été cependant préparée depuis six mois déjà, grâce notamment à un adjudant lorrain du nom de Schumacher qui, travaillant dans cet arsenal, établit les plans d'exécution. Initialement fixée au 6 novembre, la mise à feu a été reportée au 10, puis au 14 en raison d'allumages défectueux. Le 26 août 1944, quatre jours après l'évacuation des troupes allemandes de Grenoble, deux charniers totalisant 48 cadavres de résistants locaux sont retrouvés sur le polygone d'artillerie. En hommage, la voie principale rectiligne qui fait encore suite à la rue de l'usine à gaz prend le nom de chemin des Martyrs. La rue Aimé Requet, baptisée en l'honneur de l'opérateur, est parallèle à cette avenue.

### Premières implantations d'organismes scientifiques

#### L'arrivée du CEA

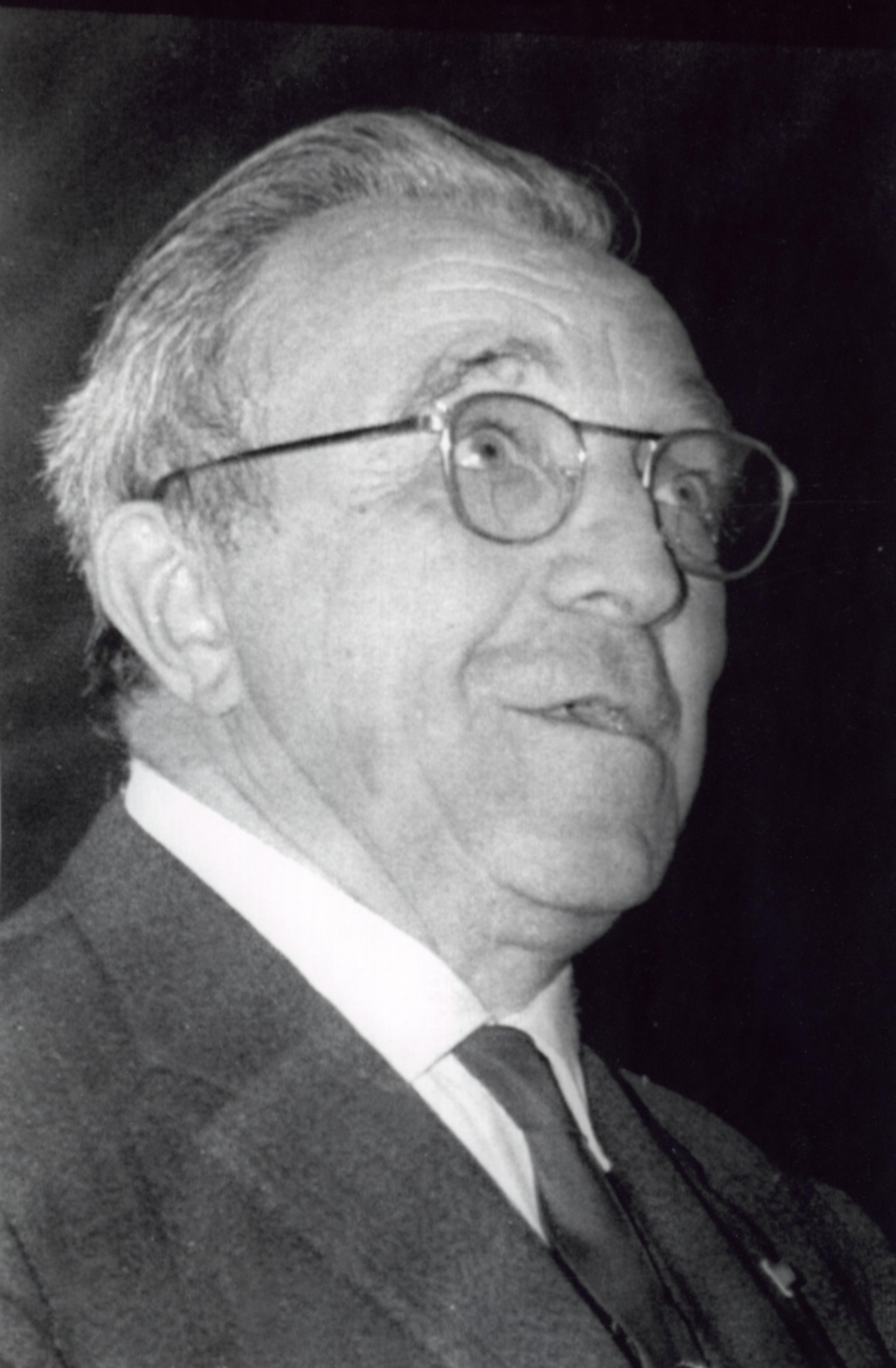
Louis Néel.

Dès 1956, sous l'impulsion du physicien Louis Néel, arrivé à Grenoble en 1940 durant les circonstances tragiques de la drôle de guerre, un centre d'étude nucléaire devant comprendre deux réacteurs nucléaires de recherche, Mélusine et Siloé, est fondé sur les terrains laissés à l'abandon depuis la fin de la guerre et cédés par les militaires au CEA. L'acte constitutif du C.E.N.G., en date du 26 octobre 1955, précise que le directeur est assisté, dans le cadre de la direction scientifique du centre, d'une commission composée de six représentants du CEA et de six universitaires proposés par le recteur de l'Université de Grenoble. Le terrain venant d'être clôturé, les travaux commencent en juillet 1956 par la construction de 7 700 m2 de bureaux et laboratoires, la première pierre est posée le 8 décembre, et la pile atomique Mélusine émet son premier rayonnement le 30 juin 1958 à dix-sept heures. Afin de loger les hôtes du CENG (ministres, ambassadeurs…), l'institution achète le 30 octobre 1957 le château de la Baume situé à Seyssins. Parmi les tout premiers ingénieurs recrutés figure Hubert Dubedout, futur maire de la ville. L'inauguration de ce troisième centre d'étude nucléaire français a lieu le 26 janvier 1959 en présence du ministre Jacques Soustelle et du maire Léon Martin. Néel y transfère le laboratoire d’électrostatique et de physique du métal (LEPM) qu'il avait créé en 1946 et considéré comme le premier laboratoire du CNRS fondé hors de Paris. De son côté, le général de Gaulle visite le site le 7 octobre 1960 en compagnie du directeur Louis Néel et rencontre l'industriel Paul-Louis Merlin dans son usine. Dans le quartier, cette implantation impose le remblaiement du canal Fontenay venant du Drac à partir de 1957. À son emplacement et à celui de la rue de l'usine à gaz, la nouvelle voirie ainsi créée prend en 1961 le nom de Félix Esclangon, ancien directeur de l'institut polytechnique de Grenoble.

#### L'arrivée du CNRS
En 1960, Louis Néel persuade une autre institution scientifique de s'installer à Grenoble. Le campus du CNRS s'installe dès le mois de septembre 1962 sur le polygone avec un édifice administratif élevé agrémenté d'une vaste mosaïque. La construction de la plateforme tournante Coriolis est le premier grand instrument de renommée internationale de ce campus du CNRS. D'un diamètre de 13 mètres, d'un poids de 300 tonnes et d'une vitesse de 4 tours par minute, elle est la plus grande du monde et sert à la modélisation physique des marées dans la baie du mont Saint-Michel. Louis Weil, doyen de la faculté des Sciences, spécialiste des très basses températures, arrivé à Grenoble dans les mêmes circonstances que Néel, obtient la création du Centre de recherches sur les très basses températures (CRTBT) comme laboratoire propre du CNRS, et en prend la direction. Weil avait acquis une telle maitrise dans l'utilisation des très basses températures qu'il avait créé dès 1956 la société d'études et de construction d'appareillages pour les très basses températures, technique maitrisée par très peu de laboratoires dans le monde. La société Air liquide inquiète d'une telle réussite lui rachète deux ans plus tard son entreprise, et décide d'installer en 1961 son centre de recherches cryogéniques tout près du polygone, à Sassenage. En 1957, un groupe « électronique intégré » chargé de l'élaboration et de la maintenance de l'électronique des réacteurs nucléaires est créé sous la direction de Michel Cordelle. À cette période, et pour quelques années encore, la plus grande partie des circuits intégrés est produite dans des usines américaines, ce qui pousse en 1962 le CENG à demander au groupe « électronique intégré » de créer sa propre technologie de transistors.
En 1964, alors qu'une troisième pile atomique entre en fonction au CEA en prenant le nom de Siloette, le chantier de l'Institut des sciences nucléaires (ISN) devant accueillir le second cyclotron français voit ses premiers terrassements se réaliser. Ces premiers laboratoires de recherche sont dirigés par des professeurs de l'université de Grenoble et commence à s'établir un lien naturel entre recherche et université. L'année suivante, le groupe « électronique intégré » sort son premier circuit intégré composé de dix transistors, lançant ainsi la filière microélectronique à Grenoble.

#### L'arrivée d'organismes internationaux
L'année 1967 est capitale dans la destinée du polygone puisque dès le 19 janvier, la reconciliation franco-allemande se manifeste par la signature d'une convention intergouvernementale de coopération scientifique visant à créer un institut des sciences neutroniques à Grenoble. De son côté, le groupe « électronique intégré » du CENG se structure sous l'impulsion de Michel Cordelle en devenant le 10 octobre  le LETI, dont il devient le premier directeur.
Deux mois plus tard, le 18 décembre, la ligne de bus 9 de la SGTE dessert pour la première fois le quartier jusqu'au terminus de la place de la Résistance. L'année 1968 voit la mise en service de l'autoroute B48 qui longe le polygone en provenance de Voreppe, mais également de l'échangeur des martyrs permettant de supprimer un passage à niveau pour accéder au quai de la Graille et aux abattoirs qui vivent leurs dernières années sur ce site. Cette même année, le CNRS inaugure l'Institut des sciences nucléaires qui voit la mise en service de son cyclotron le 20 novembre. Toujours en 1968, alors que le C.E.N.G. compte plus de 1 800 personnes dont 940 chercheurs, ingénieurs et techniciens, commencent les travaux de réalisation du réacteur à Haut Flux de l'Institut Laue-Langevin. Le réacteur entre en divergence le 31 août 1971. L'un des principaux protagonistes du projet est le physicien français Jules Horowitz. Toujours en 1971, le site du CEA voit la création du Département de recherche fondamentale qui prendra en 2008 la dénomination d'Institut nanosciences et cryogénie (INAC), et qui deviendra un acteur majeur de la recherche fondamentale sur la matière condensée, la matière molle et la cryogénie,. En 1972, Jacques Lacour, futur directeur du LETI, créé l'entreprise EFCIS (Étude et fabrication de circuits intégrés spéciaux) qui utilise la technologie MOS (métal oxide semiconducteur), technologie reprise plus tard par SGS Thomson devenue STMicroelectronics,. Un processus était alors enclenché pour l'implantation de grands centres de recherche publics et privés, soutenu par le nouveau prix Nobel de physique, Louis Néel. L'antenne française du Laboratoire européen de biologie moléculaire s'installe en 1975 et l'Institut de biologie structurale en 1992.

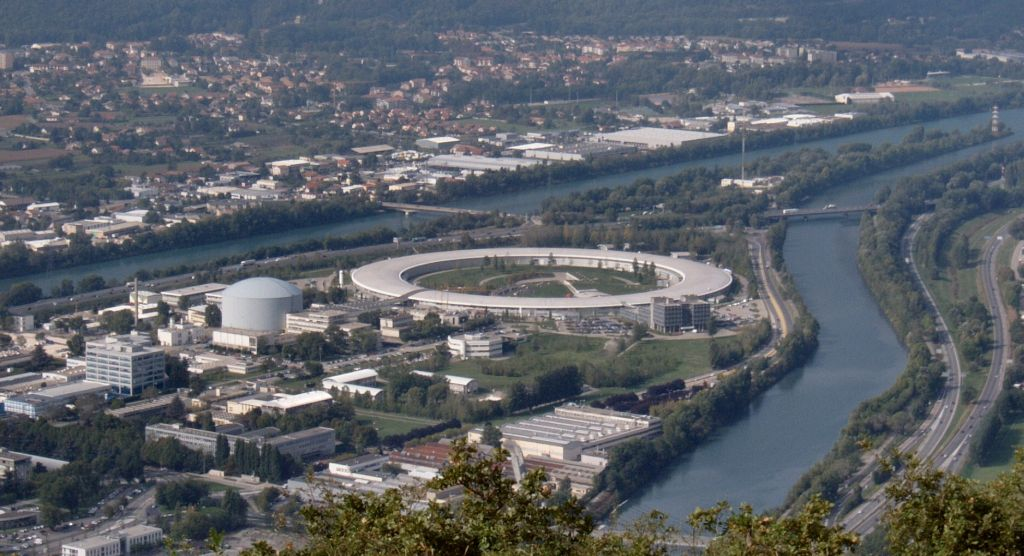
l'ESRF et l'ILL en 2005 depuis le mont Jalla.

Alors que la ligne 9 de la Sémitag se prolonge depuis le 12 décembre 1977 jusqu'à l'Institut Laue-Langevin, les bus arborent leur nouveau terminus Centre Nucléaire à partir de septembre 1983. Le 23 janvier 1985, le président François Mitterrand, accompagné du maire Alain Carignon, inaugure l'extension du LETI en forme de trèfle à quatre feuilles, comportant 6 000 m2 de locaux dont 2 000 m2 de salles blanches dédiées à la microélectronique,. Pour assurer les transferts de technologies sur des essais industriels avant la production, sont nées dans les années 1980 des pépinières d'entreprises. L'une des quatre de l'agglomération grenobloise est créée au C.E.N.G en 1986 et prend le nom d'Astec (aire de service et de transfert technologique),. Ses installations, dont l'architecture ressemble à de petites maisons, sont situées près de l'actuelle entrée No 1 du CEA sur un peu plus de 1 000 m2. L'année suivante, avec la réorganisation du réseau de la Sémitag à la suite de la mise en service du tramway, la ligne de bus 9 desservant le centre nucléaire depuis vingt ans est remplacée par la nouvelle ligne 34 qui annonce Polygone scientifique comme terminus. En 1990, le récent échangeur autoroutier permettant depuis 1986 de rejoindre Sassenage par le pont des Martyrs est déplacé vers l'extrémité de la presqu'île afin d'entamer les travaux de construction de l'European Synchrotron Radiation Facility qui sera opérationnel dès le début de l'année 1994. En 1992, l'imposante usine Merlin-Gerin du polygone est rachetée par le groupe Schneider qui prendra sept ans plus tard le nom de Schneider Electric.

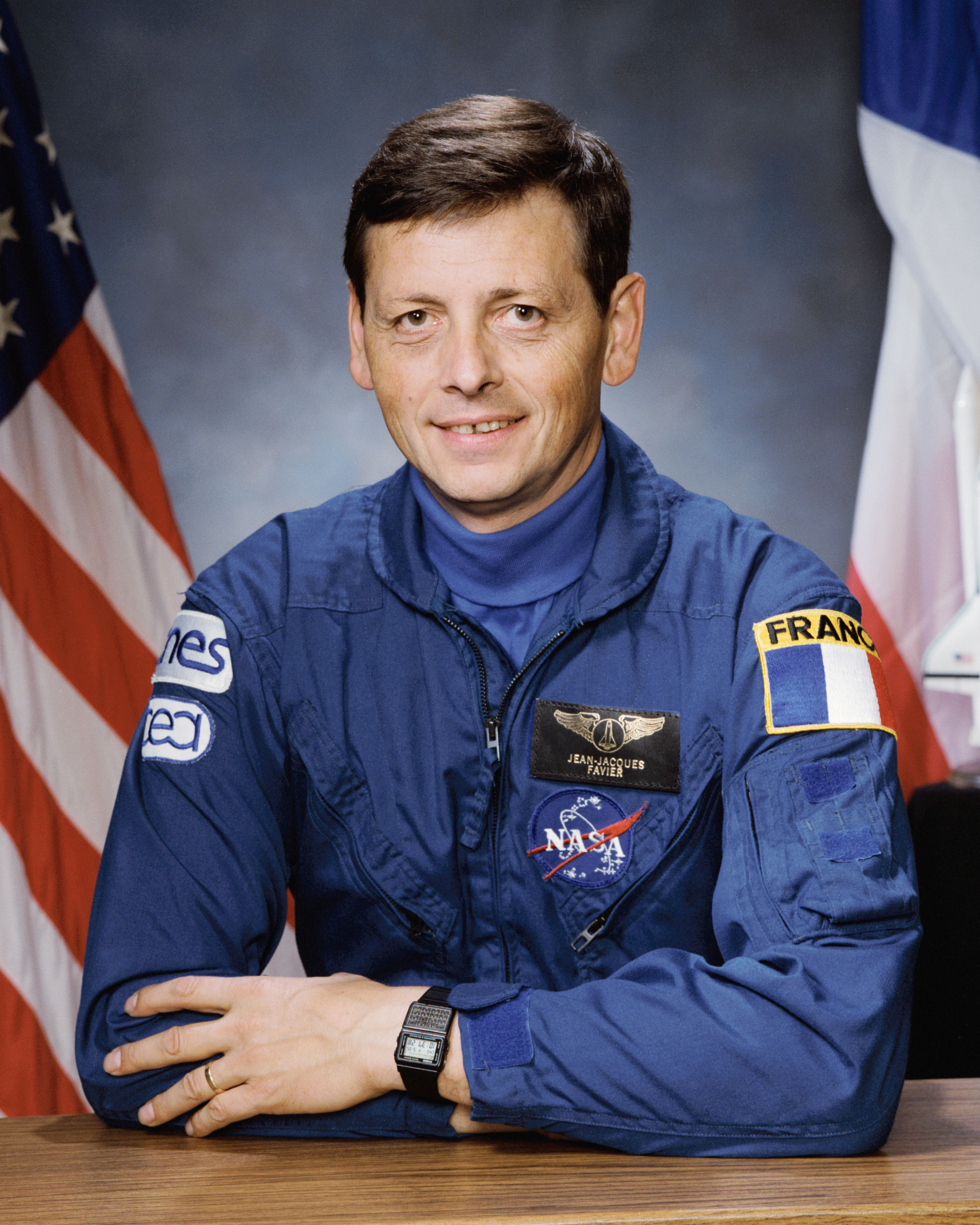
Jean-Jacques Favier.

En juin 1996, un directeur de recherche du CEA Grenoble, voit l'aboutissement de onze années de patience auprès du CNES et de la NASA en obtenant une place dans le vol STS-78 de la navette spatiale américaine. Jean-Jacques Favier devient le premier scientifique français dans l'espace où il travaille près de 17 jours en tant que spécialiste de charge utile dans l'expérience Life and Microgravity Spacelab du module Spacelab,.
Peu avant l'an 2000, une première pile atomique est arrêtée et le CEA Grenoble entame sous la direction de son nouveau directeur Jean Therme, le processus de démantèlement complet de l'ensemble du site afin de réorienter l'activité vers les nanotechnologies, les énergies nouvelles et la santé. Jean Therme devenu également directeur du LETI en 1999, trouve en Michel Destot, maire de Grenoble et ancien ingénieur du CEA Grenoble un interlocuteur idéal et un fidèle soutien pour lancer son concept du futur Minatec, centre géant consacré aux nanotechnologies balbutiantes.
Avec ce nouveau siècle, on assiste aux premières réorientations d'activité comme à l'Institut des sciences nucléaires qui après l'arrêt de son cyclotron en 1998 se tourne vers la cosmologie en prenant en 2003 la dénomination de Laboratoire de physique subatomique et de cosmologie de Grenoble (LPSC). En 2005, est créé le LITEN consacré aux énergies nouvelles, qui s'installe dans les locaux de l'ex C.E.N.G. La même année, alors que le complexe Minatec est en cours d'achèvement, nait le concept d'une alliance de huit partenaires institutionnels au sein d'un futur campus capable de répondre aux grands enjeux scientifiques de notre société. Le 19 octobre 2007, Jean Therme présente ce projet au cours d'une séance du Conseil général de l'Isère. L'année suivante, s'installe la rue Félix-Esclangon le pôle NanoBio consacré à la santé et en 2011, Clinatec, vitrine de l'application des nanotechnologies à la santé humaine. L'année 2012 voit le lancement des travaux pour l'arrivée de la ligne B du tramway qui imposent le transfert de la plateforme Coriolis sur le domaine universitaire.

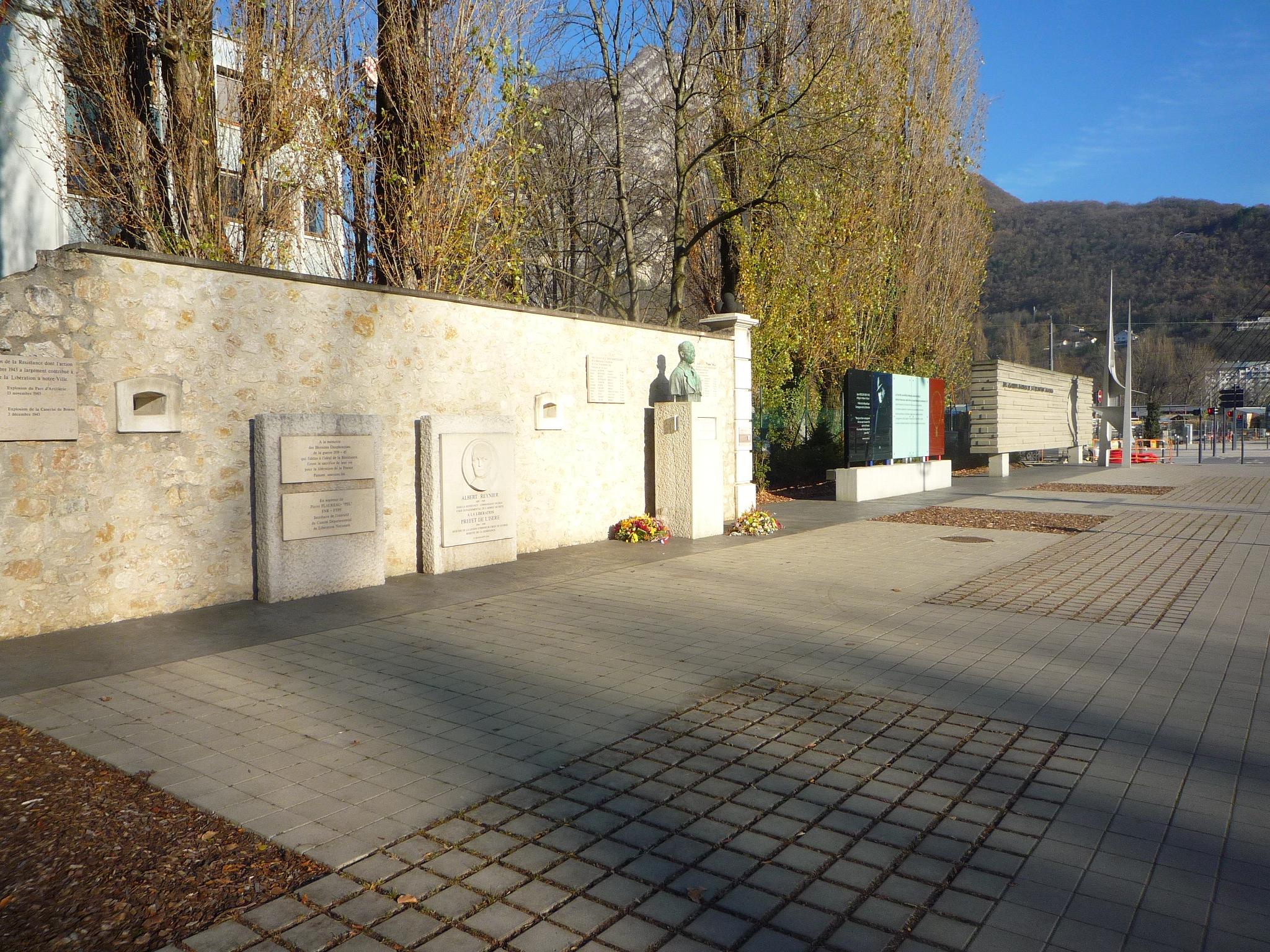
Le mur de la Résistance.

Pendant ce temps, le démantèlement nucléaire des trois piles atomiques du site se poursuit et s'achève en 2013, générant 26 000 tonnes de déchets. Le déclassement administratif de la plus importante installation nucléaire de base, l'édifice de la pile Siloé, est prononcé par un arrêté du 12 février 2015. Les deux dernières installations voient en 2015 leurs dossiers de déclassement transmis à l'Autorité de sûreté nucléaire. Le site dégagé permettra dans l'avenir de faire de la recherche sur la biomasse.
Depuis la Seconde Guerre mondiale, le polygone scientifique reste également un lieu qui incarne la mémoire de la Résistance grenobloise. Le 21 juin 1969, un mémorial de la Résistance y est inauguré, portant l’inscription « Aux glorieux martyrs de la Résistance 1940-1945 ». Le 14 novembre 2002, un mur du souvenir est inauguré dans le prolongement de ce mémorial afin de commémorer à la fin de chaque mois de novembre, la période tragique de la Saint-Barthélemy grenobloise en 1943. Entre les deux, une plaque tricolore honorant Jean Moulin est inaugurée par Michel Destot le 27 mai 2013, à l’occasion des 70 ans de la création du Conseil national de la Résistance. Enfin, le 21 août 2014, à l'occasion du 70e anniversaire de la Libération de Grenoble, la place de la Résistance entièrement remodelée dans le cadre de l'arrivée de la ligne B du tramway est officiellement inaugurée.
En mars 2017, dans la perspective du remplacement de la chaufferie au fioul du CEA et de la réduction des gaz à effet de serre, la métropole de Grenoble annonce la création de Biomax, une centrale au bois de très haute technologie à l'horizon 2020, pouvant alimenter 15 à 20 000 logements en chauffage urbain et 10 000 en électricité. La centrale Biomax située à l'emplacement de l'ancien réacteur Siloé le long de l'A480 doit utiliser 85 000 tonnes de bois par an dont 92 % provenant de plaquettes forestières et 8 % de bois recyclé dans un rayon de 100 km autour de Grenoble. Le 13 avril 2018, Nicolas Hulot, ministre de la Transition écologique et solidaire, pose la première pierre de cette centrale au bois. Son inauguration intervient le 2 mars 2020.

## Géographie

La Presqu'île scientifique se situe à l'entrée nord-ouest de Grenoble, à l'embouchure du Drac et de l'Isère, visible sur la partie droite de l'image.

Le quartier de la Presqu'île est bordé de chaque côté par une rocade, l'A480, côté Drac, à l'Ouest et l'A48, côté Isère, à l'Est. Ce quartier est bordé au Sud par le quartier Europole avec la rue Félix-Esclangon et la place de Sfax, située entre MINATEC et la Cité internationale.
Le quartier, qui ne possédait pas encore beaucoup de commerces et très peu de logements jusqu'au milieu des années 2010, connait une importante restructuration urbaine autour de sa principale voirie, l'avenue des Martyrs qui la sépare en deux parties, le polygone scientifique étant situé dans la partie occidentale de celle-ci. La présence de la voie ferrée entrave encore les échanges, au niveau de la circulation automobile, avec le reste de la ville. Cependant, l'aménagement d'un important rond-point et sa proximité avec le quartier Europole, dont les constructions sont très récentes permettent aux visiteurs un accès direct au site Minatec et au CEA Grenoble par la ligne B de tramway.
Deux ponts desservent la pointe de la presqu'île, le pont des Martyrs, sur le Drac, ouvert depuis 1986 qui relie le quartier avec les secteurs orientaux, très industrialisés, de Sassenage et de Fontaine, et le pont d'Oxford, sur l'Isère, ouvert depuis 1991 qui le relie avec la commune de Saint-Martin-le-Vinoux.
Géographiquement, ce quartier possède la particularité d'être une vraie presqu'île, puisque le Drac vient se jeter dans l'Isère, formant ainsi un confluent mais aussi le point le plus bas (207 mètres d'altitude au niveau du synchrotron) et le plus au nord de la ville.

## Campus GIANT

Logo de Giant.

L'arrivée du  complexe scientifique Minatec en 2006 marque un tournant pour la Presqu'île de Grenoble. En 2008, huit partenaires historiques du secteur décident de faciliter les échanges et les collaborations entre eux, afin de favoriser l'innovation en créant le campus GIANT (« Grenoble Innovation for Advanced New Technologies » signifiant en français : « Grenoble Innovation pour les Nouvelles Technologies Avancées ») appelé à accueillir 30 000 personnes et à devenir une référence scientifique sur le plan mondial,.
Ces huit institutions présentées comme innovantes sont Grenoble École de management, l'Institut polytechnique de Grenoble, l'université Grenoble-Alpes, le CNRS, le CEA Grenoble, l'ESRF, l'EMBL et l'ILL. En 2014, l'alliance GIANT a généré près de 5 000 publications scientifiques et dépose 550 brevets par an.

### Centres de recherche
Le polygone scientifique de Grenoble comprend tout un domaine de recherches à la fois privées et publiques qui représente près de 10 000 emplois de chercheurs et un nombre équivalent d'étudiants. Dix mille autres emplois étant prévus dans des sociétés innovantes. On peut citer notamment en matière de recherche deux importantes institutions françaises, le CEA Grenoble et le CNRS, des organismes internationaux comme l'ESRF, l'ILL, l'EMBL, mais aussi des structures d'initiative locale comme Clinatec et Minatec le centre européen des nanotechnologies. CEA et CNRS comptent de multiples laboratoires comme le Laboratoire de physique subatomique et de cosmologie de Grenoble (LPSC), le Laboratoire national des champs magnétiques intenses (LNCMI), l'Institut Néel, l'IMEP-LaHC, le LETI, le LITEN, l'Institut de biologie structurale (IBS). La plupart de ces organismes font partie du pôle de compétitivité mondial Minalogic, destiné au numérique alliant micro-nanoélectronique, optique-photonique et logiciel. D'autre part, le polygone scientifique est l'un des trois sites de la métropole grenobloise composant le pôle d'innovation en micro et nanotechnologies appliqué aux sciences du vivant, NanoBio, installé dans un immeuble de 6 200 m2. De plus, le campus Minatec accueille deux équipes parmi les vingt-trois que compte le Laboratoire d'informatique de Grenoble. Enfin, en matière de restauration de vestiges très anciens, le site accueille l'Atelier de recherche et de conservation Nucléart, utilisant l'exposition au rayonnement gamma.

Complexe Minatec en 2008 avant la construction de l'amphithéâtre Phelma.

À lui seul, le CEA Grenoble, organisme historique du polygone, compte 2 500 chercheurs et techniciens en 2014 sur un campus de 64 hectares, devenant en 2013 le CEA Tech qui regroupe avec l'ensemble des sites français un total de 4 500 chercheurs. De son côté, l'antenne du CNRS-Alpes comptabilise 2 200 personnes en 2013, dont 91 % sont basées à Grenoble, le reste étant fixé dans les laboratoires d'Annecy, de Chambéry et de Modane. Le CNRS possède également une bibliothèque scientifique commune aux laboratoires de physique et ayant accès aux périodiques internationaux. Aussi, face à l'attractivité du site de la presqu'île, le centre régional de l'Institut national de recherche en informatique et en automatique installé historiquement sur Inovallée à Montbonnot-Saint-Martin y a ouvert une antenne. Enfin, le pôle d'innovation en matière d'énergie GreEn-ER, porté par l'université Grenoble-Alpes, a ouvert ses portes en septembre 2015 dans un bâtiment intelligent accueillant 2 000 personnes, confortant ainsi le site du polygone comme second campus de Grenoble après celui de Saint-Martin-d'Hères.
Au cours de la construction des nouveaux édifices du projet GIANT, certains sont remarquables de par leur construction ou de leur utilisation. En 2010, la société Poma réalise sur le site de Minatec un véhicule unique au monde servant le domaine des nanotechnologies. Appelé liaison blanc-blanc, il s'agit d'un funiculaire à atmosphère contrôlée desservant deux salles blanches distantes de 250 mètres, permettant un gain de temps important au personnel en lui évitant de se déshabiller pour passer d'une salle à l'autre.
Le 12 avril 2013, l'institut Néel, unité de recherche du CNRS-Alpes, inaugure un bâtiment considéré comme exceptionnel en Europe pour un coût de 17 millions d'euros. Sur une superficie de 2 600 m2, l'architecture du bâtiment Nanosciences a été spécialement conçue pour limiter au maximum l'influence des vibrations mécaniques, des perturbations électriques, acoustiques, thermiques, hygrométriques et magnétiques sur les expérimentations qui y sont réalisées,. Il ne possède pas d'ascenseur et sa construction a nécessité 9 000 tonnes de béton et 3 000 ressorts destinés à tenir les tuyauteries.
Le 22 novembre 2013, la plateforme Nanosécurité est inaugurée sur le campus du CEA dans un bâtiment de 5 000 m2 dont 2 000 m2 sont consacrés à la recherche et développement. Ouverte depuis le mois de juin, elle est spécialisée dans les questions de protection et de sécurité liées à la mise en œuvre des nanomatériaux, mais également à la sensibilisation, à la formation du personnel en passant par des laboratoires de recherche,.
Avec un marché mondial de la photonique en forte croissance, le CEA Tech décide d'investir massivement dans ce domaine dont le marché mondial est estimé à 470 milliards de dollars. Le 15 avril 2015, la première pierre de l'une des trois plus importantes plateforme photonique dans le monde est posée au sein du vaste campus de 20 hectares de Minatec,. En présence du président de la région Rhône-Alpes, Jean-Jack Queyranne et du président de Grenoble-Alpes Métropole, Christophe Ferrari, le directeur du CEA Grenoble, Jean Therme, explique à l'auditoire que la photonique est « la rencontre entre le photon et l'électron, entre l'optique et l'électronique ». En mars 2017, ce bâtiment de 12 800 m2 accueille 230 ingénieurs et techniciens travaillant sur des technologies destinées à l'éclairage LED, l'imagerie infrarouge, les écrans, les systèmes de communication ou l'énergie solaire photovoltaïque. L'immeuble est coiffé d'une grande boîte vitrée qui permet aux visiteurs de marque du CEA de découvrir l'ensemble du campus Giant avec une vue à 270°.

### EPN science campus
La présence d'organismes internationaux de recherche sur le site de la presqu'île a permis de créer en 2010 un véritable campus à l'intérieur de GIANT. Jouant sur la proximité unique au monde d’une source de neutrons et d’une source de rayons X extrêmement intenses, la vingtaine de pays financeurs de ces équipements qui attirent chaque année plus de 10 000 chercheurs a créé l'EPN science campus (European Photon and Neutron Science Campus), composé de l'European Synchrotron Radiation Facility, de l'Institut Laue-Langevin, du Laboratoire européen de biologie moléculaire et rejoints par l'Institut de biologie structurale qui y délocalise spécialement son bâtiment en 2014.

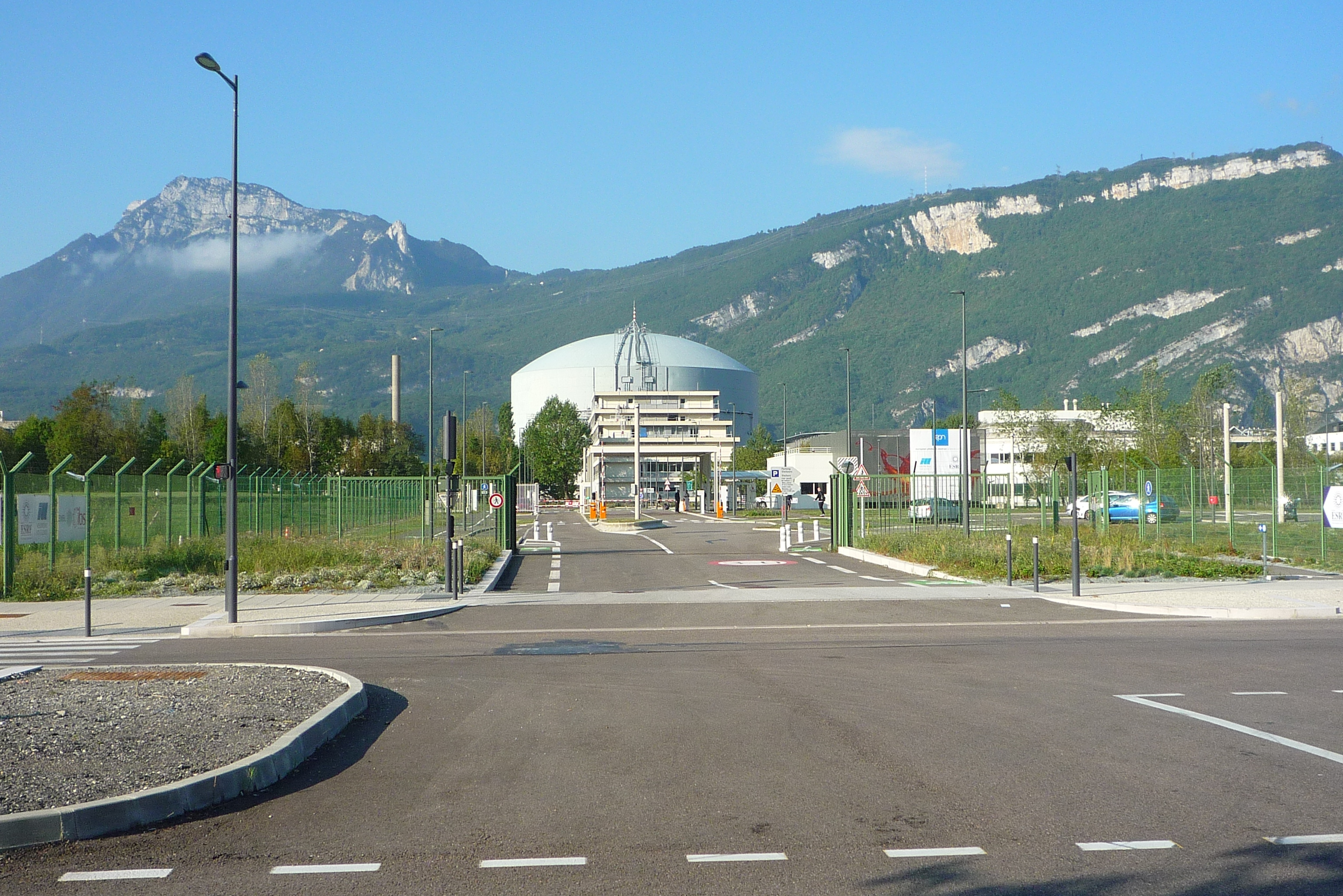
Entrée du campus, avenue des Martyrs.

Le 13 janvier 2006, le Carl-Ivar Bränden Building d'une superficie de 3 688 m2 est inauguré sur le site afin d'abriter tous les partenaires locaux désireux de fédérer leurs compétences et de créer à Grenoble un centre d’excellence en biologie structurale. L'édifice abrite deux entités complémentaires, le Partenariat pour la matière molle condensée (PSCM) et le Partenariat pour la biologie structurale (PSB), cette seconde structure créée en novembre 2002 dispose de moyens techniques considérables apportés par des membres prestigieux comme l'European synchrotron radiation facility, l'Institut Laue-Langevin, l'Institut de biologie structurale et le Laboratoire européen de biologie moléculaire.
En juin 2010, les pays financeurs décident de leur accorder de nouveaux moyens pour moderniser les instruments et mettre en place de nouveaux partenariats,,. À cet effet, deux nouveaux édifices communs à ces organismes ont été construits en 2013, dont le bâtiment des sciences d'une superficie de 5 000 m2 et celui de l'Institut de biologie structurale d'une superficie de 5 600 m2,,. En avril 2014, une nouvelle entrée spécialement affectée à l'EPN science campus est ouverte au 71 rue des Martyrs évitant ainsi à tout le personnel de ces organismes de passer par la rue Jules-Horowitz, voie d'accès du CNRS Alpes.

### Grandes écoles

Bâtiment GreEn-ER rue des Martyrs.

L'Institut polytechnique de Grenoble, présent sur le site dès les débuts de Minatec par son École nationale supérieure de physique, électronique, matériaux connue sous l'acronyme Phelma, voit en 2015 les effectifs de ses élèves passés à 1 800 étudiants grâce à une extension de 8 000 m2 de ses locaux. Dans la même opération, un amphithéâtre de 500 places et un centre de transfert de technologie de 800 m2 sont également mis en service en octobre 2015,. Au même moment, une autre école de l'Institut polytechnique de Grenoble transfert ses locaux sur le site avec l'École nationale supérieure de l'énergie, l'eau et l'environnement basée dans l'immeuble GreEn-ER.
Grenoble École de management est l'un des membres fondateurs du campus Grenoble Innovation for Advanced New Technologies (GIANT) regroupant diverses institutions de renom sur la presqu'île scientifique avec l'ambition affichée de créer une synergie entre ses membres,. Le projet est présenté par ses créateurs comme destiné à devenir l'un des dix meilleurs campus de rang mondial, structurellement assimilable au MIT ou à l'université Paris-Saclay,. Depuis 2014, l'établissement propose un mastère spécialisé dans le domaine du Big data, formant aux emplois de data scientists mais également de data analysts. Dans cet environnement scientifique, Grenoble École de management étant aussi membre fondateur de l'institut de recherche technologique, Nanoelec ouvre en septembre 2019 une annexe de 5 000 m2 appelée GEM Labs, située à 1 500 mètres de ses locaux principaux. Cette nouvelle structure accueille un « learning lab » qui se veut être une bibliothèque du futur, un « training lab », un « project lab » et cinq salles du futur.

### Entreprises et startups
La Presqu’île de Grenoble est un espace très attractif pour les entreprises et concentre un nombre important de startups. Différents aménagements et programmes permettent l'implantation des entreprises qui fleurissent sur le site depuis le début des années 2000. Depuis mai 2004, un parc d'entreprise s'est installé près du pont d'Oxford sur cinq hectares et 12 000 m2 de locaux. Appelé parc d'activité Polytec, les entreprises collaborant avec les centres de recherche du campus GIANT y sont privilégiées dans leur installation. Les principaux acteurs de ce parc sont BioMérieux (centre mondial de recherche et développement en biologie moléculaire et microsystèmes pour la biologie), Schneider Electric (domotique, gestion énergétique du bâtiment) et Corys (simulateurs pour le transport ferroviaire et pour les salles de commande des centrales nucléaires). La société Verkor y installe temporairement son siège en 2020 avec le projet de construire en France une « gigafactory »,, avant de le transférer en 2022 de l'autre côté des voies ferrées dans les anciens locaux de Schneider Electric.
D'autres entreprises ou startups sont hébergées dans le bâtiment haute technologie (BHT) de Minatec comportant des salles blanches et gérées par la société d'économie mixte MINATEC Entreprises dans le cadre de projets collaboratifs comme Fluoptics œuvrant dans le domaine de l'aide à la chirurgie ou Crocus Technology dans celui du développement de mémoires magnéto-résistives. Une autre, EnerBee, produit des mini générateurs d'électricité capables d'alimenter de nombreux objets de la vie quotidienne autonomes en énergie ou des objets connectés en récupérant l'énergie de bouches d'aération. Cette avancée technologique majeure devenant un sérieux concurrent aux piles et batteries. Fondée en 2018, Scintil Photonics, qui développe des circuits photoniques intégrés sur silicium, lance en 2022 sa phase d'industrialisation. Cependant, face à la saturation des 11 235 m2 du premier bâtiment haute technologie ouvert en 2006, il est envisagé dès 2012 l'ouverture du BHT 2 de 4 600 m2 dont le chantier démarre en février 2018 dans la rue Félix-Esclangon. Un troisième bâtiment de 4 200 m2 (BHT3) est lancé en octobre 2022 pour une ouverture début 2024.
Les 42 000 m2 du centre d'innovation de STMicroelectronics sont quant à eux accessibles par la rue Jules-Horowitz, près de l'EPN campus. Spécialisée dans l'internet des objets, cette entreprise employant 2 000 personnes sur ce site ouvre en 2015 un showroom en accès libre afin de médiatiser son savoir-faire. Gaz Électricité de Grenoble, sixième distributeur français d'électricité et quatrième distributeur français de gaz possède ses locaux administratifs et techniques sur les terrains de l'ancienne usine à gaz. En outre, on peut ajouter à cette liste, même si elles sont situées entre les voies ferrées et l'Isère, les usines de production de Schneider Electric et de Siemens.
| \| ESRF CNRS Institut Néel LNCMI LPSC ARC · Nucléart ILL Minatec LIG Clinatec Cité scolaire · internationale Europole Pont · d'Oxford Corys Pont du Vercors Pont Esclangon Pont des martyrs Air liquide · situé à 4 km Parc d'Oxford EDF Hydro Econocom Parc Polytec Ilot Cambridge P+R GreEn-ER GEM · Labs CEA Grenoble Biomax LITEN LETI LEBM NanoBio I.B.S Rue des Martyrs BioMérieux Schneider Electric · (Technopole) GEG CA Hardis Xenocs Verkor Schneider · Electric STMicroelectronics Y spot Partners Y spot Labs Clos des · fleurs Phelma Siemens \| |
| ESRF CNRS Institut Néel LNCMI LPSC ARC · Nucléart ILL Minatec LIG Clinatec Cité scolaire · internationale Europole Pont · d'Oxford Corys Pont du Vercors Pont Esclangon Pont des martyrs Air liquide · situé à 4 km Parc d'Oxford EDF Hydro Econocom Parc Polytec Ilot Cambridge P+R GreEn-ER GEM · Labs CEA Grenoble Biomax LITEN LETI LEBM NanoBio I.B.S Rue des Martyrs BioMérieux Schneider Electric · (Technopole) GEG CA Hardis Xenocs Verkor Schneider · Electric STMicroelectronics Y spot Partners Y spot Labs Clos des · fleurs Phelma Siemens       |

En 2016, d'importants chantiers débutent sur l'îlot Oxford. Ainsi, la première banque de la presqu'île est inaugurée le 28 septembre 2018 près du pont d'Oxford avec l'édification du siège du Crédit agricole sud Rhône-Alpes dans l'immeuble CA Center de 10 000 m2, et dont l’objectif est de viser une consommation énergétique de 40 % en dessous de la réglementation thermique 2012. Le 18 mai 2017, le groupe Hardis annonce son implantation à ses côtés dans un bâtiment de 4 500 m2 appelé CA Partners. Un parking silo de 400 places desservant ces deux immeubles. Sur un terrain adjacent, Xenocs, spécialiste des ultraviolets extrêmes et des rayons X s'installe début 2020 sur 5 430 m2, et surtout Schneider Electric ouvre 26 000 m2 de bureaux en janvier 2020, en lieu et place de ses anciens entrepôts. Cette dernière avait renforcé dès juillet 2017 ses infrastructures situées sur le terrain compris entre la voie ferrée et l'Isère en inaugurant en présence de la ministre Frédérique Vidal son technopole de 18 000 m2 comportant bureaux et laboratoires de recherche.
À l'autre extrémité du polygone, l'Open Innovation Center renommé Y spot Labs pendant sa construction est inauguré le 31 janvier 2020. Construit en contrebas de la place Nelson-Mandela, dans le périmètre sécurisé du CEA, cet édifice de 3 300 m2, représente l'extension du Minatec IDEAs Laboratory permettant expérimentations, coopérations et échanges entre acteurs universitaires, scientifiques et industriels. Un second immeuble de bureaux de 9 800 m2 appelé Y spot Partners ouvre en janvier 2022 sur la place Nelson-Mandela afin d'accueillir notamment des équipes du CEA Grenoble, de Hewlett-Packard ainsi que le Village by CA, accompagnateur de startups de la banque Crédit Agricole. De l'autre côté de la place, l'immeuble de bureaux Spring de 13 500 m2 ouvrira en 2024 près de la cité scolaire internationale.
Avec l'attractivité de la zone, Saint-Martin-le-Vinoux, commune limitrophe du polygone scientifique, lance en 2014 la commercialisation d'un ensemble de bureaux appelé parc d'Oxford en référence au pont du même nom qui le dessert. Le chantier démarre en octobre 2016 dans la partie nord-ouest du terrain par la construction du centre national de formation des métiers de production de l’ingénierie hydraulique, opérationnel en septembre 2017 sur 3 800 m2 et d'une capacité d'accueil de 3 500 stagiaires par an. En 2019, Econocom, spécialisé dans les services liés à la transformation numérique, ouvre 4 365 m2 de bureaux à proximité. Son voisin, EDF hydraulique, inaugure 27 000 m2 de bureaux, un parking en silo de 455 places et un restaurant, regroupant ainsi l'ensemble des services hydrauliques du fournisseur d'électricité avec ses 1 100 emplois.

### Utilisation de véhicules à hydrogène
Le campus GIANT dont l'un des objectifs est de répondre au défi des énergies renouvelables devient le lieu d'expérimentation en octobre 2014 du programme HyWay consistant à utiliser des véhicules électriques fonctionnant avec de l'hydrogène. La présence sur la presqu'île de Symbio, spécialiste européen en pile à combustible ainsi que du LITEN, favorise l'expérimentation à grande échelle de véhicules propres,. Ainsi, le 10 juin 2015, vingt-et-un véhicules sont mis en service et trois stations de recharge d’hydrogène sont installées dans la métropole grenobloise dont deux sur la presqu'île (CEA et société Symbio) et une sur le campus d'Air liquide à Sassenage. Installé à quatre kilomètres du polygone scientifique et comptant plus de 700 collaborateurs en 2013, ce site reçoit en août 2015, la visite du président François Hollande, montrant ainsi l'intérêt que portent les pouvoirs publics à cette source d'énergie,. Cofinancé par l'État et la région Rhône-Alpes, et coordonné par le pôle de compétitivité Tenerrdis, ce programme représente la plus importante flotte de véhicules électriques hydrogène en Europe lors de son lancement,,. Le 4 juin 2016, dans le cadre de sa visite d'État en France, la présidente de Corée du Sud, Park Geun-hye vient visiter ce site d'Air liquide.
Le 25 juin 2018, dans le cadre du projet HyWay, le CEA Grenoble inaugure la première unité française de production industrielle d’hydrogène renouvelable. Cette centrale capable de fournir 150 000 m3 d’hydrogène par an dont 40 kg par jour pour la station véhicule à proximité est couplée à une station de stockage.

## Enseignement international
La proximité immédiate du quartier Europole et de sa cité scolaire internationale Europole apporte un enseignement international sur le site donnant la possibilité aux enfants des nombreux chercheurs étrangers de suivre un enseignement en allemand, anglais, arabe, espagnol, italien ou portugais. La présence d'Inovallée à une dizaine de kilomètres du polygone, mais également de l'implantation de STMicroelectronics à Crolles ou de la présence de Hewlett-Packard à Eybens, a permis d'attirer à Grenoble la seconde communauté anglophone en France après celle de Paris. Cette présence anglophone est par ailleurs renforcée en 1993 par l'arrivée de l'American School of Grenoble et vingt ans plus tard par l'implantation du premier American Corner en France au sein de l'hôtel de Lesdiguières. L'inauguration de cet espace culturel américain s'étant déroulée le 7 février 2013, à la suite de la visite de Minatec par l'ambassadeur des États-Unis, Charles Rivkin, le 4 mars 2011.

## Nouvel urbanisme

### Projet et mise en place

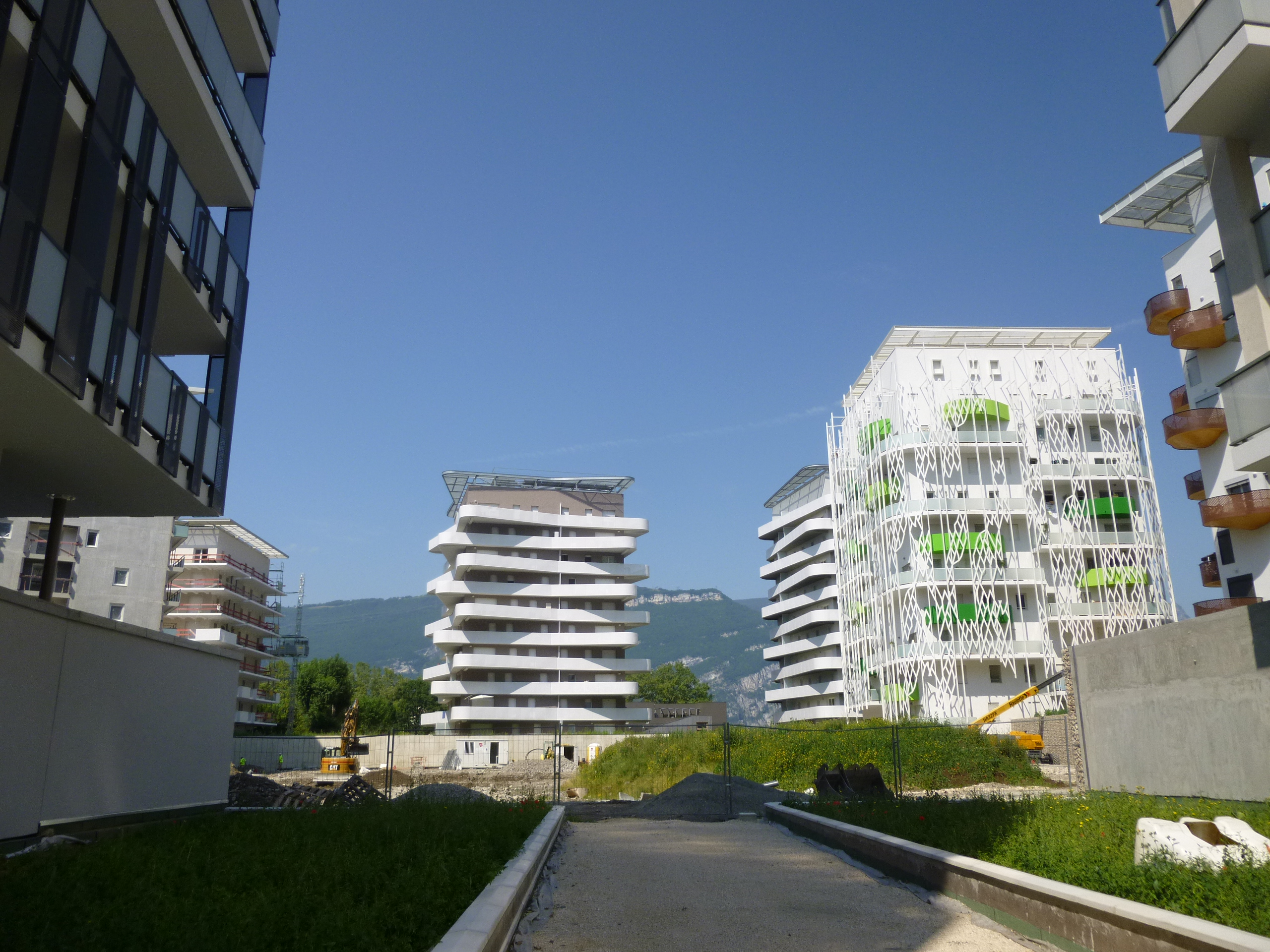
Immeubles du clos des fleurs en 2013, sur le quai de la Graille.

La  Presqu'île de Grenoble fait l'objet d'un nouveau programme de développement urbain, s'établissant sur une durée de quinze à vingt ans, qui vise à donner une nouvelle envergure à l'ensemble de ce quartier. C'est l'architecte-urbaniste Claude Vasconi qui a préparé ce projet, mais à la suite de son décès, le nouvel architecte désigné par la ville, Christian de Portzamparc, dévoile le projet Grenoble Presqu'île à la presse le 14 avril 2011.
La société d'économie mixte Innovia est chargée par la ville de Grenoble de l'opération d'aménagement. À cet effet, un pavillon portant le nom de Canopéa, prototype d'habitat collectif innovant et économe en énergie, lauréat du Solar Decathlon 2012, est installé au cœur du chantier de la Presqu'île afin de devenir le pavillon d'information sur le projet urbain. La pose de la première pierre du projet global a lieu le 16 mai 2011 et concerne le clos des fleurs, un groupe de onze tours d'habitation comprenant 571 logements, situé entre le quai de la Graille et la voie ferrée. Le second secteur de construction porte au début de l'année 2015 sur l'ilot Cambridge qui comprend un parc public d'environ un hectare et l'édification d'une première tranche de 850 logements familiaux et d'étudiants le long de l'avenue des Martyrs. Cet ensemble d'immeuble rentre dans une logique de consommation énergétique 30 % inférieure à la réglementation thermique 2005 puisque le chauffage et le rafraîchissement d’été se font par les planchers. Des pompes à chaleur pour chaque bâtiment prélèveront l’eau dans la nappe phréatique,. Sa construction a cependant nécessité la démolition de divers édifices de bureaux, de commerces, ainsi que d'une centrale de production d'électricité et de chaleur à partir de la combustion du gaz naturel, édifiée en 2000 par la société Isergie.

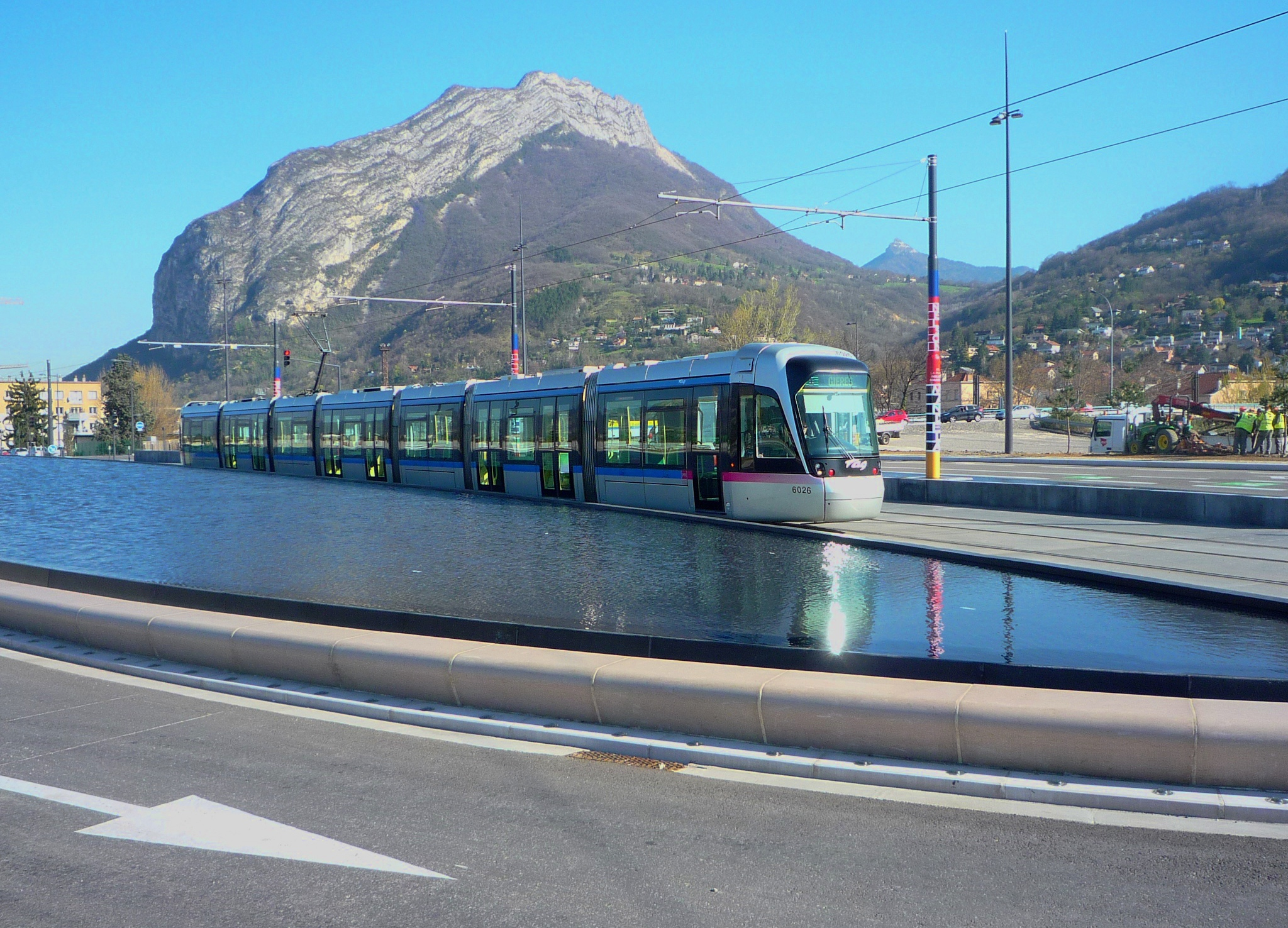
Le tramway traversant la place Nelson-Mandela en 2015.

Ce projet prévoit une meilleure connexion de la Presqu'île avec le centre-ville de Grenoble, grâce à la création d'une future voie de circulation au-dessus de la voie ferrée en direction de la rue Émile-Gueymard et éventuellement d'une passerelle reliant le polygone à l'esplanade. Outre l'édification de 200 000 m2 de bâtiments scientifiques et de 100 000 m2 de bâtiments universitaires, le projet d'un montant de 1,3 milliard d'euros dans le cadre du plan campus, englobe la construction de commerces, de nouveaux logements, d'hôtels, de parcs, l'installation d'entreprises, pour une superficie totale d'environ 830 000 m2 à l'horizon 2025.
En août 2012, la démolition du pont Durand-Savoyat construit en 1968 au-dessus de l'avenue des Martyrs et des voies ferrées lance la restructuration de cette voirie de 45 mètres de large dans le cadre de l'extension de la ligne B du tramway. Le 16 décembre 2013, le conseil municipal décide de nommer la nouvelle place ovale surélevée en cours de construction à la place du pont, place Nelson-Mandela en l'honneur de cet ancien chef d'État qui venait de s'éteindre, laissant également la possibilité dans l'avenir de pouvoir y raccorder un pont ferroviaire pour réaliser une liaison avec la rue Émile-Gueymard. Une autre place est remodelée au terminus de la ligne du tramway, la place de la Résistance rappelant le mémorial de la Résistance situé à proximité. Cette dernière place inaugurée le 21 août 2014, lors des cérémonies du 70e anniversaire de la libération de Grenoble, en présence de la ministre Geneviève Fioraso.

### Déplacements
En matière de déplacements, la mise en service le 1er septembre 2014 du prolongement de la ligne B du tramway jusqu'au synchrotron fait disparaître la ligne de bus 34 en place depuis septembre 1987. La liaison avec le campus situé de l'autre côté de la colline de la Bastille étant un point important du projet puisque la presqu'île est destinée à devenir le deuxième campus de Grenoble. Le site est par ailleurs desservi par les lignes de bus urbaines C5, C6, 22 et 54 ainsi que par les lignes de bus interurbaines C11 à destination de Voiron ou Crolles, C12 à destination de Voreppe ou Froges, T64 à destination de Villard-de-Lans et T65 à destination de Lans-en-Vercors. En matière de déplacement ferroviaire, la gare de Grenoble est située à 500 mètres de l'établissement scientifique le plus proche.

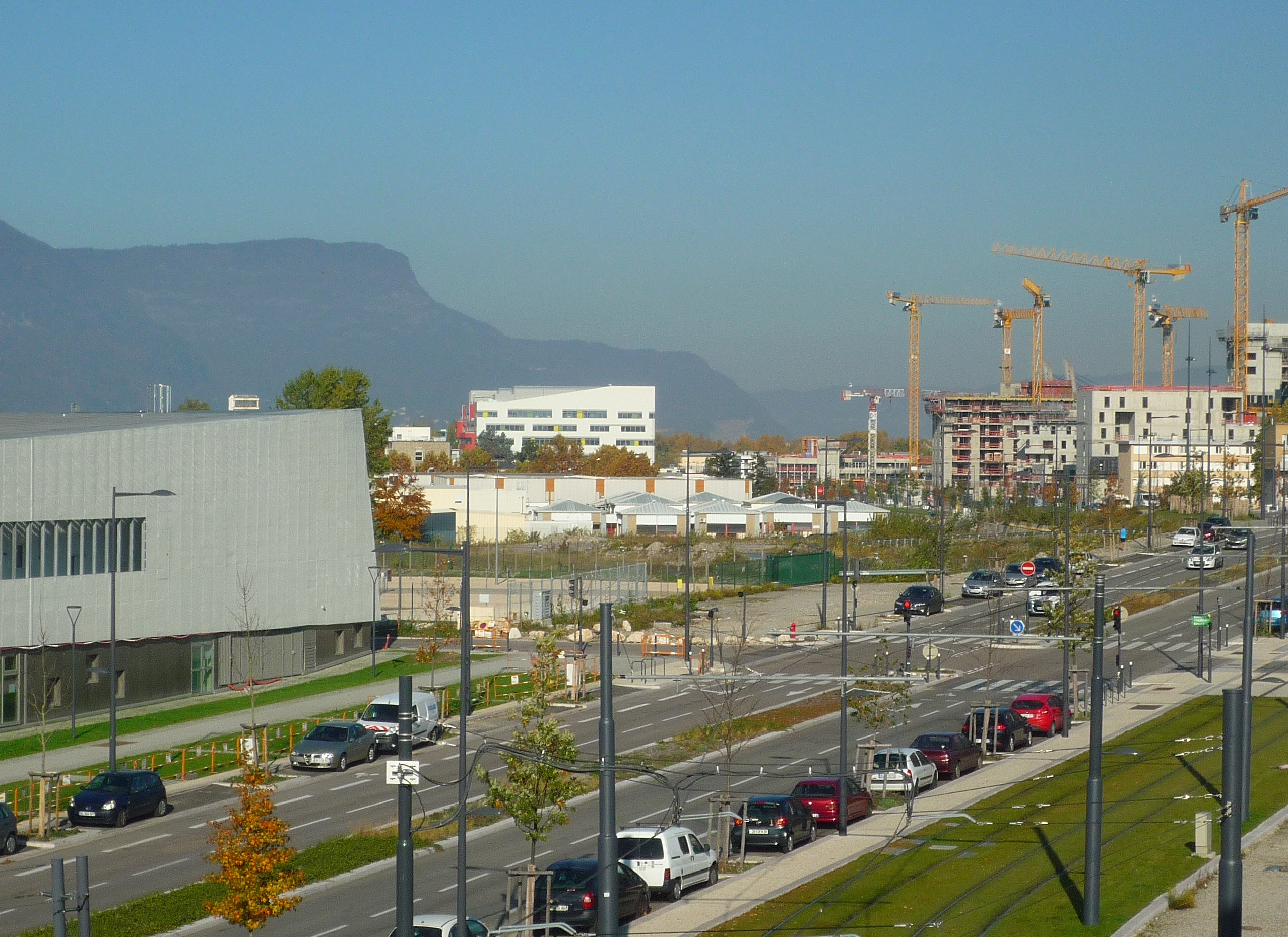
Les immeubles de l'ilot Cambridge à droite en novembre 2015 et le nouvel amphithéâtre Minatec à gauche.

Après l'abandon du projet de téléphérique devant relier le massif du Vercors au terminus de la ligne A du tramway, un nouveau projet de téléphérique urbain, nommé Métrocâble, passant par la presqu'île a été retenu en juillet 2015. Très contesté, le tracé d'une distance de 3,7 kilomètres devant relier à l'horizon 2026 le terminus de la ligne A du tramway à la ligne E du tramway de Saint-Martin-le-Vinoux via le terminus de la ligne B du tramway sur la presqu'île, doit servir aux 70 000 déplacements quotidiens supplémentaires prévus sur la presqu'île,. D'autre part, afin de faciliter les déplacements des usagers du site, un parking d'une capacité de 475 voitures et de 50 vélos ouvre le 18 juin 2018 en face de GreEn-ER,.
En avril 2013, des établissements de la presqu'île comme le CEA ont signé une charte et une convention afin d’optimiser les déplacements sur la presqu’île et favoriser les modes de transports alternatifs à la voiture. Ce plan de déplacement inter-entreprises Grenoble Presqu’île regroupe 16 établissements de la recherche, de l’enseignement supérieur et de l’industrie. Le plan de déplacement inter-établissements  (PDIE) Grenoble Presqu’île organise des actions communes pour l’amélioration et la sécurisation des déplacements domicile-travail et professionnel des usagers. Il a aussi pour objectif de faire le lien avec les collectivités territoriales et les autorités organisatrices de la mobilité durable pour diffuser l’information et être associé aux prises de décisions concernant l’aménagement de la presqu’île.

## Médiatisation du campus

### Évocation et notoriété
Alors que Time magazine qualifie Grenoble de capitale secrète de l'Europe pour l'innovation,, le projet GIANT est présenté par ses principaux instigateurs lors du marché international des professionnels de l'immobilier à Cannes en 2010 ainsi que lors de l'édition 2011.
Dans le domaine littéraire, le scientifique Joël de Rosnay cite en 2012 le campus GIANT dans un livre comme étant une zone de catalyse de l'innovation. Pour Guy Le Boterf, GIANT repose sur le pari de l'innovation et de la coopération entre recherche fondamentale, recherche appliquée et partenariat avec les entreprises. En 2014, Priscilla Ananian mentionne le polygone scientifique dans son ouvrage comme étant un nouveau modèle urbain alliant mixité sociale, technologie et développement durable.
En juillet 2012, Philippe Pozzo di Borgo, tétraplégique à la suite d'un accident et inspirateur du film Intouchables, vient visiter le centre Clinatec, suivi par la presse locale et donne à cette occasion son sentiment de confiance et d'admiration dans un programme de recherche lors d'un reportage sur France 3 Alpes. Le programme en question, baptisé EMY pour Enhancing MobilitY, vise à implanter un dispositif à l'échelle nanométrique dans le cerveau afin de commander un exosquelette motorisé doté de 14 moteurs à l'horizon 2016,.
En ce même mois de juillet 2012, le campus GIANT organise le premier High Level Forum réunissant les représentants de différents écosystèmes d’innovation mondiaux d'Amérique du Nord, d'Asie et d'Europe, permettant d'échanger sur les similitudes et différences entre ces campus d’innovation et faisant le point sur les atouts et les forces de ces structures. L'année suivante, le California Institute of Technology poursuit le concept en organisant à son tour le deuxième forum. En 2014, GIANT organise le troisième forum, puis Tsukuba science city au Japon l'organise à son tour en 2015. Les éditions suivantes alternent entre le campus GIANT et les villes de Longueuil-Montréal en 2017, Lund en 2019.
En juin 2014, l'attaché scientifique de France en Israël invite dans un voyage scientifique une délégation de chercheurs, d'universitaires et de journalistes israéliens sur le campus d’innovation Minatec afin d’initier d’importantes coopérations scientifiques et universitaires. La visite permet de faire savoir que le campus Minatec dépose chaque année près de 300 brevets, signe plus de 1 600 publications et donne naissance à de nombreuses startups. Trois mois plus tard, le National institute for materials science (en) basé au Japon, signe avec le campus GIANT un accord de coopération en matière de recherche sur les matériaux. C'est pour cet organisme japonais, le premier accord signé avec un centre de recherche européen et le quatrième dans le monde.

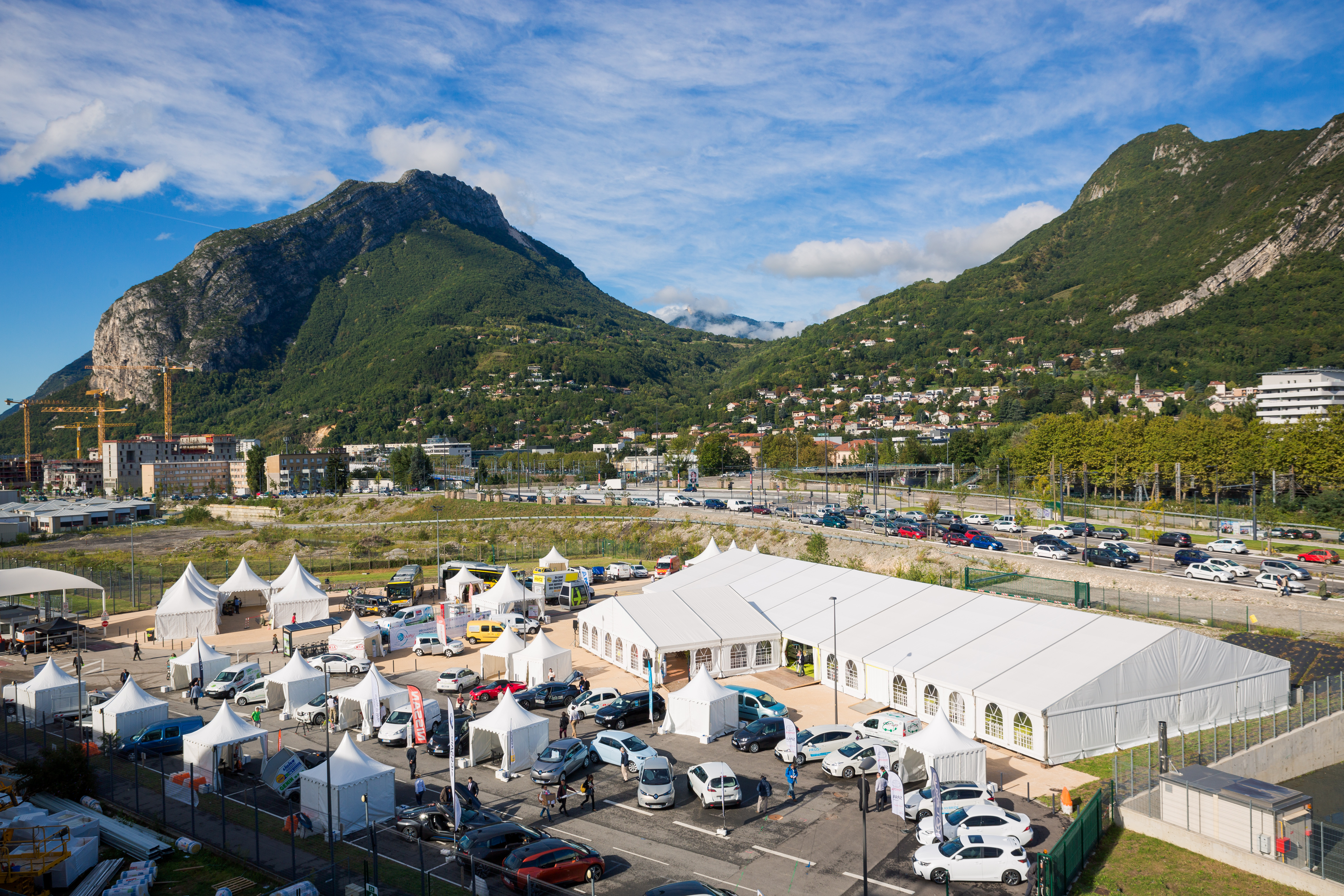
Site des Journées de mobilité durable en 2015 à l'entrée du CEA.

Outre les nombreux séminaires organisés chaque année par le CNRS Alpes à travers la fondation Nanosciences qui regroupe trente-deux laboratoires de Grenoble développant des recherches dans le domaine des nanosciences, des dizaines de colloques et salons professionnels sont organisés chaque année à la maison Minatec, amenant une centaine de délégations par an et environ 40 000 visiteurs chaque année. En octobre 2015, elle organise dans le cadre de la biennale Arts-Sciences et en collaboration avec l'Hexagone de Meylan, le salon Experimenta, visant à faire découvrir au grand public la reconstitution numérique de la grotte Chauvet. Cette reconstitution a nécessité un relevé de seize milliards de points, générant ainsi un clone numérique intégral. Ce dernier salon se poursuit depuis lors avec un autre évènement appelé Parvis des sciences en place depuis 2010 et visant à faire rencontrer le grand public avec des chercheurs et élèves-ingénieurs autour de visites d'équipements de recherche, d'animations et de conférences.
Depuis 2011, le site du CEA devient le lieu des Journées mobilité durable accessible au grand public, mais la grande expertise du site s'exporte également comme en mai 2016 où le CEA Grenoble et le synchrotron européen sont présents au TechConnect World se déroulant à Washington. De son côté, le LETI est présent au plus important salon consacré à l'innovation technologique, le Consumer Electronics Show de Las Vegas.

### Visites exceptionnelles
Avec la présence de laboratoires de haut niveau, le site du polygone a reçu quelques visites prestigieuses comme des fragments de la momie de Ramsès II à Nucléart en mai 1977, du crâne du primate Toumaï daté d'environ 7 millions d'années à l'ESRF ou encore des restes d'un individu de l'espèce Australopithecus sediba vieux d'environ 1,8 million d'années. Le site accueille également des objets uniques comme les papyrus d'Herculanum carbonisés lors de l'éruption du Vésuve en 79.

## Prix et distinctions liés au site du polygone scientifique

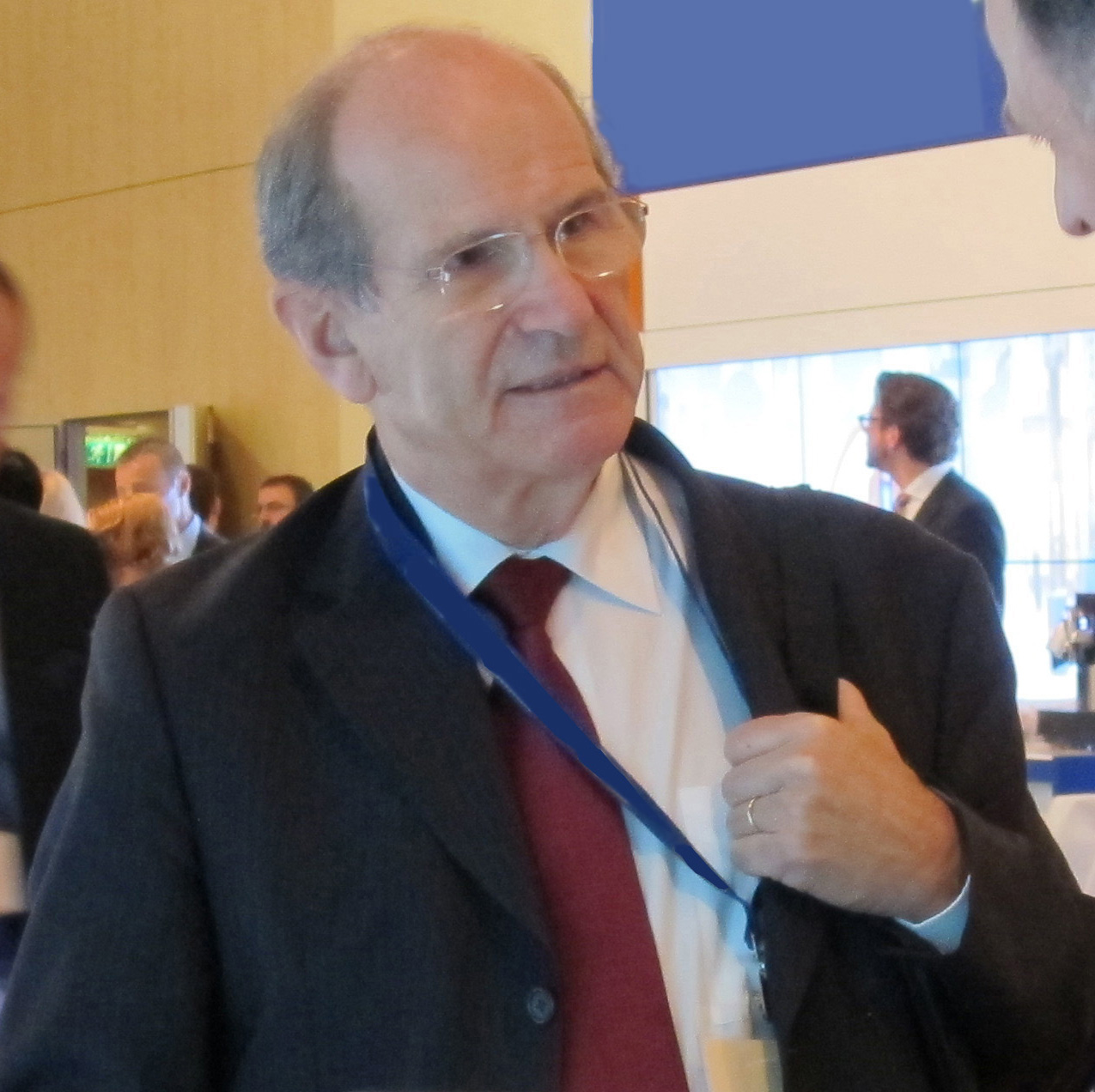
Le professeur Alim-Louis Benabid.

Le premier prix Nobel du site est le physicien allemand Rudolf Mössbauer qui reçoit son prix en 1961 pour ses recherches sur l'absorption résonnante de rayons gamma et sa découverte corrélative de l'effet qui porte son nom. Il devient onze ans plus tard le directeur de l'Institut Laue-Langevin. Par la suite, Louis Néel, instigateur du polygone scientifique obtient  également le prix Nobel de physique en 1970 pour ses découvertes sur l'antiferromagnétisme et le ferrimagnétisme, qui ont conduit à des applications importantes en physique du solide. En 1985, le physicien allemand Klaus von Klitzing reçoit un prix Nobel pour sa découverte de l'effet Hall quantique entier, alors qu'il travaille au laboratoire national des champs magnétiques intenses. Les lauréats des prix Nobel de chimie 2009 et 2012, la biologiste israélienne Ada Yonath et le biologiste américain Brian Kobilka mènent une partie de leurs travaux à l'ESRF.
Le physicien britannique Duncan Haldane qui a travaillé à l'Institut Laue-Langevin de 1977 à 1981 reçoit en 2016 le Prix Nobel de physique avec John M. Kosterlitz et David J. Thouless pour leurS travaux sur les transitions des phases topologiques dans la matière,.
D'autres distinctions sont liées au polygone scientifique comme le prix Draper considéré comme l’équivalent du prix Nobel pour les ingénieurs et décerné en 2014 à Rachid Yazami pour ses travaux sur les batteries lithium rechargeables. La même année, Alim-Louis Benabid, instigateur de Clinatec, reçoit le prix Albert-Lasker pour la mise au point de la technique dite de stimulation cérébrale profonde. En 2012, le physicien Alain Benoît de l'Institut Néel, reçoit la médaille de l'innovation du CNRS pour sa mise au point de procédés technologiques permettant de refroidir les instruments de détection utilisés dans les missions spatiales afin d’en augmenter leurs performances. Alain Pasturel du laboratoire de Physique et modélisation des milieux condensés et Eva Pebay-Peyroula de l'institut de biologie structurale ont reçu la médaille d'argent du CNRS. Ce dernier institut a vu plusieurs de ses chercheurs recevoir différents prix depuis l'an 2000.

## Sports
Depuis 2009, le site du polygone scientifique est le lieu d'un marathon ekiden, épreuve se pratiquant en équipe de six coureurs où chaque équipier court au choix 5 km, 10 km ou 7,195 km. L'édition 2012 qui attendait 611 équipes et qui devait se dérouler le 28 octobre a été annulée le matin même en raison d'une violente tempête de neige sur la ville,.
Le club de l'aviron grenoblois possède également une base nautique située au pied du pont d'Oxford.
Le Tour de France traverse à deux reprises cette presqu'île, en 2018 et 2022, à chaque fois lors de la treizième étape provenant du Bourg-d'Oisans.